# Kirche von Kaga

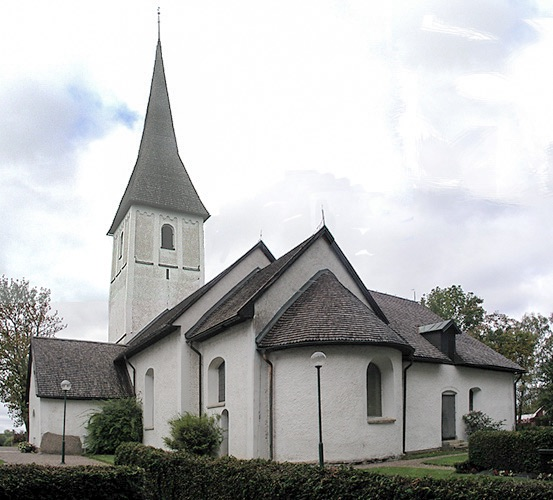
Kirche von Kaga

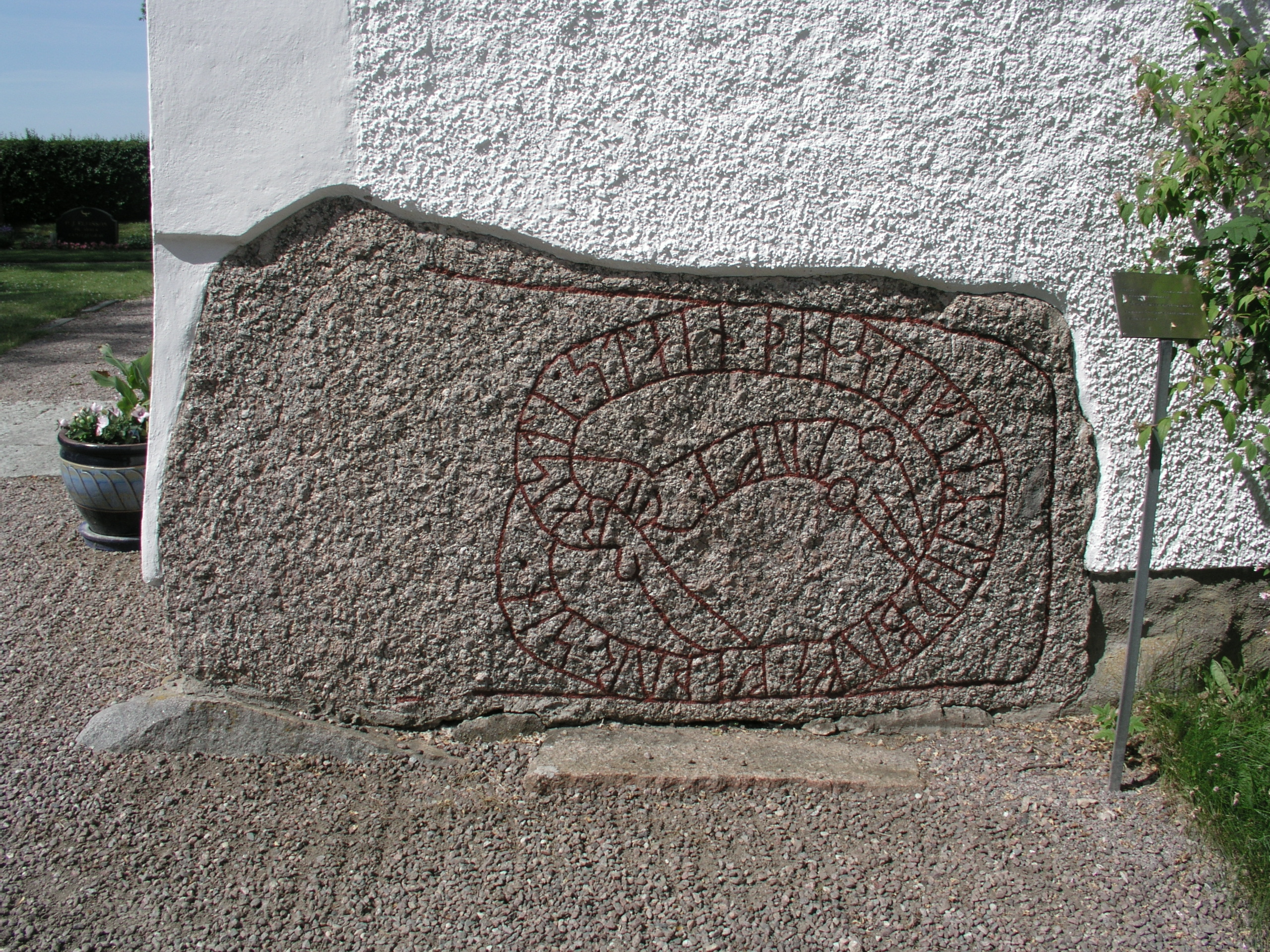
Der eingemauerte Runenstein Ög 103

Die Kirche von Kaga (schwedisch Kaga kyrka) liegt in der schwedischen Provinz Östergötlands län in der Nähe der Mündung des Flusses Svartån in den See Roxen auf einer etwa sieben Kilometer von Linköping entfernten Ebene.
Die Kirche wurde auf einem Kultplatz der Spätwikingerzeit errichtet. Der allen heidnischen Göttern geweihte Platz hieß „Allguvi“ (dt. Aller Götter Heiligtum). Sie ist eine der am besten erhaltenen Kirchen in Östergötland aus dem späten Mittelalter. Das heutige Kirchengebäude wurde der Überlieferung nach auf Veranlassung von König Sverker dem Älteren und seiner Frau Ulfhild im Jahre 1137, vermutlich an der Stelle einer Vorgängerkirche errichtet. Das Königspaar gründete ab 1140 auch die Klöster in Alvastra, Nydala und Varnhem.
Von der romanischen Kirche aus dem 12. Jahrhundert sind heute noch Teile des Langhauses, des Chores samt Apsis und des Turmes erhalten, der jedoch erst zu einem späteren Zeitpunkt vollendet wurde. Die Turmspitze wurde wahrscheinlich im 15. Jahrhundert erbaut und in den Jahren 1727 und 1750 umgebaut. Weitere Anbauten erfolgten im 17. und 18. Jahrhundert. Die Kirche hat eine berühmte Orgel.
Im Inneren befinden sich im Langhaus Wandmalereien von Meister Amund und im Chor von dessen Lehrer, der bereits die Kirche von Risinge ausmalte.

## Runenstein
In die Kirche eingemauert ist der 1907 bei Renovierungen gefundene Runenstein Ög 103 aus dem 12. Jahrhundert. Der Stein besteht aus rotem Granit, ist 2,25 Meter lang, 1,0 bis 1,2 m  breit und 30 cm dick. Die Runenhöhe beträgt 12 bis 15 cm. Der Runenstein kann aufgrund des von oben gesehenen Schlangenkopfes in Fågelperspektiv auf 1010–1050 datiert werden. Die Inschrift lautet: „Tove errichtete diesen Stein für Lid-Bove, seinen Vater.“.
Der Sättunahögen liegt etwa zwei Kilometer östlich der Kirche von Kaga.